# Žiželice (Kolíni járás)
Žiželice falu Csehországban, a Kolíni járásban. Žiželice Olešnice, Převýšov, Chlumec nad Cidlinou, Lovčice, Tetov, Kladruby nad Labem, Uhlířská Lhota, Radovesnice II és Choťovice településekkel határos. Lakosainak száma 1807 fő (2024. január 1.).

## Népesség
A település lakosságának változását az alábbi diagram mutatja:
| Lakosok száma | 3031 | 3040 | 2809 | 2036 | 1596 | 1297 | 1565 | 1728 | 1711 | 1807 |
|               | 1869 | 1890 | 1921 | 1950 | 1980 | 2001 | 2017 | 2019 | 2022 | 2024 |